# AllMusic
AllMusic (zkratka AMG) je internetová hudební encyklopedie, kterou vlastní společnost All Media Guide. Jednotlivé články v této encyklopedii tvoří více než 900 profesionálních hudebních novinářů a kritiků.
Databáze se skládá ze:
- základních údajů – jména hudebních interpretů, jednotlivých alb, písní, žánrů, atd.
- doplňujících údajů – žánr, styl, nálada, země původu, atd.
- souvisejících informací – hudební vlivy, podobní interpreti, podobná alba, atd.
- údajů hudebních kritiků – recenze alb, biografie interpretů, hodnocení desek, atd.

Na konci srpna 2009 obsahovala databáze AMG:
| Alba        | 1 740 484  |
| Skladby     | 15 527 525 |
| Interpreti  | 1 223 571  |
| Recenze alb | 352 025    |
| Biografie   | 99 079     |

AMG o sobě prohlašuje, že vlastní největší kolekci plně zdigitalizovaných skladeb a obalů alb na celém webu – má do ní patřit přibližně 6 milionů zdigitalizovaných skladeb.